# کنسرواتوار دولتی کومیتاس ایروان

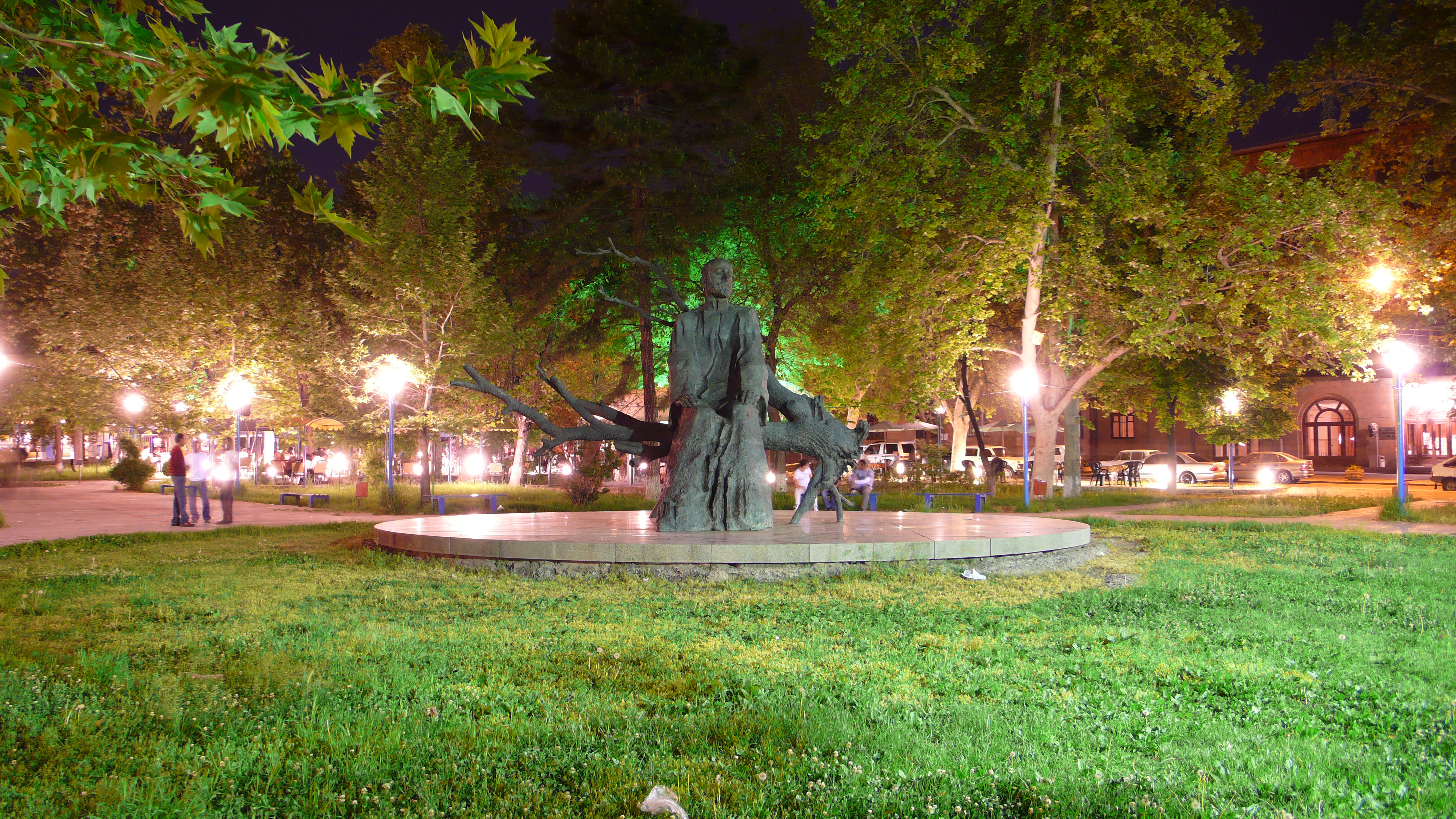
مجسمه کومیتاس

کنسرواتوار دولتی کومیتاس ایروان (ارمنی: Կոմիտասի անվան Երևանի Պետական Երաժշտական Կոնսերվատորիա) یک کنسرواتوار (هنرستان عالی موسیقی) در شهر ایروان پایتخت جمهوری ارمنستان است که در سال ۱۹۲۱ میلادی بنیانگذاری شده‌است.

## دانش‌آموختگان سرشناس
- تیگران مانسوریان
- آرنو باباجانیان
- روبرت آمیرخانیان
- ساموئل یروینیان
- لوسینه زاکاریان